# Красноармейская (Башкортостан)
Красноарме́йская (баш. Красноармейская) — деревня в Стерлитамакском районе Республики Башкортостан Российской Федерации. Входит в состав Первомайского сельсовета.

## География

### Географическое положение
Расстояние до:
- районного центра (Стерлитамак): 60 км,
- центра сельсовета (Первомайское): 10 км,
- ближайшей ж/д станции (Стерлитамак): 60 км.

## История
До 9 февраля 2008 года называлась Деревней Красноармейского отделения.

## Население
| 2002 | 2009 | 2010 |
| ---- | ---- | ---- |
| 272  | ↗281 | ↘241 |